# Rudolf Minkowski
Rudolph Minkowski (nascut com Rudolf Leo Bernhard Minkowski; 1895 - 1976) va ser un astrònom alemany.
Minkowski era el fill de Marie Johanna Siegel i del fisiòleg Oskar Minkowski. El seu oncle era Hermann Minkowski. Rudolph estudià les supernoves i, junt amb Walter Baade, les dividí en dues classes (Tipus O i Tipus II) segons les característiques del seu espectre. Ell i Baade també van trobar la correspondència òptica amb les fonts de la radioastronomia.
Va dirigir l'Atles fotogràfic de la National Geographic Society – Palomar Observatory Sky Survey.
Va codescobrir l'asteroide Apollo asteroid 1620 Geographos, i també la nebulosa Planetary Nebula M2-9.
| 1620 Geographos | 14 de setembre de 1951 | amb A. G. Wilson |